# Werner Johannes Guggenheim
Werner Johannes Guggenheim (* 30. September 1895 in St. Gallen; † 25. Mai 1946 in Bern) war ein Schweizer Schauspieler, Dramatiker, Dramaturg und Übersetzer.

## Leben
Werner J. Guggenheim wuchs als Sohn eines Spitzenfabrikanten in St. Gallen auf; sein älterer Bruder war der Jurist Carl Guggenheim (1884–1955). Sein Studium der Germanistik an den Universitäten von Zürich und Lausanne schloss er 1919 mit der Promotion ab; darauf liess er sich in Berlin zum Dramaturgen ausbilden. 1922/1923 arbeitete er als Dramaturg und Regisseur am Staatstheater Braunschweig und von 1924 bis 1933 am Stadttheater St. Gallen.
Ab 1934 war er als freier Übersetzer – sein Hauptwerk ist die Übersetzung der Werke von Charles Ferdinand Ramuz, daneben etwa von Léon Savary, François Mauriac oder Ignazio Silone – und Schriftsteller tätig. Er schrieb Historiendramen, Komödien, dazu antifaschistische Zeitstücke: Seinen grössten Erfolg auf Schweizer Bühnen feierte er 1938 mit Bomber für Japan, wo er den Waffenhandel der Schweiz mit NS-Deutschland («Japan»!) und den übrigen Achsenmächten kritisierte. Sein 1938 entstandenes Stück Erziehung zum Menschen, in dem er die nationalsozialistische Rassenlehre offen anprangerte, gelangte erst im Dezember 1945 in St. Gallen zur Aufführung. 
Guggenheim übersetzte auch (zusammen mit René König) die Tagebücher (1939–1943) des italienischen Aussenministers Galeazzo Ciano.
1931 heiratete er Ursula von Wiese. Mit ihr lebte er seit 1934 in Bern und Ascona. Von 1931 bis zu seinem Tod war er Präsident der Gesellschaft Schweizerischer Dramatiker (GSD), einem Unterverband des Schweizerischen Schriftsteller-Vereins (SSV); sein Nachfolger war Albert J. Welti.
Sein Nachlass befindet sich im Schweizerischen Literaturarchiv in Bern.

## Auszeichnungen
- 1946: Preis der Schweizerischen Schillerstiftung

## Werke
- Das Reich. Potsdam 1924.
- Die Frau mit der Maske. 1926.
- Das Dorf St. Justen. (nach Felix Moeschlin). 1928.
- Die Schelmeninsel. 1929.
- Die Schweizergarde. Aarau 1934.
- Frymann. (nach C. F. Ramuz). Elgg 1938.
- Bomber für Japan. 1938
- Der Römerbrunnen. 1939
- Die Liebe der Angela Borgia. (nach C. F. Meyer). Elgg 1942